# Доннак
Донна́к (фр. и окс. Dompnac) — коммуна во Франции, находится в регионе Рона — Альпы. Департамент коммуны — Ардеш. Входит в состав кантона Вальгорж. Округ коммуны — Ларжантьер.
Код INSEE коммуны — 07081.

## Население
Население коммуны на 2008 год составляло 96 человек.
| 1962 | 1968 | 1975 | 1982 | 1990 | 1999 | 2008 |
| ---- | ---- | ---- | ---- | ---- | ---- | ---- |
| 43   | 62   | 65   | 71   | 62   | 82   | 96   |

## Экономика
В 2007 году среди 77 человек в трудоспособном возрасте (15—64 лет) 49 были экономически активными, 28 — неактивными (показатель активности — 63,6 %, в 1999 году было 63,1 %). Из 49 активных работали 32 человека (23 мужчины и 9 женщин), безработных было 17 (8 мужчин и 9 женщин). Среди 28 неактивных 1 человек был учеником или студентом, 3 — пенсионерами, 24 были неактивными по другим причинам.